# NGC 6047
NGC 6047是位於星座武仙座 的一個橢圓星系，距離地球約4.3億光年。它是天文學家路易斯·斯威夫特在1886年6月27日發現的。NGC 6047是武仙座星系團的成員。
NGC 6047具有獨特的星系形態，這表明它最近經歷了一次合併。它可能與距離約320,000 ly（97 kpc）的NGC 6045有著交互作用 。NGC 6047有兩條無線電噴流，和分類為FR I 電波星系，噴流似乎具有Z形結構。

## 外部連結
- WikiSky上关于NGC 6047的内容：DSS2, SDSS, GALEX, IRAS, 氢α, X射线, 天文照片, 天图, 文章和图片